# Baraut
Baraut ist eine Stadt im indischen Bundesstaat Uttar Pradesh.
Die Stadt ist Teil des Distrikts Baghpat. Baraut hat den Status eines Nagar Palika Parishad und ist in 25 Wards gegliedert. Baraut hatte am Stichtag der Volkszählung 2011 103.764 Einwohner, von denen 55.013 Männer und 48.751 Frauen waren.
Baraut liegt 55 Kilometer von Delhi (der Hauptstadt Indiens) und 55 Kilometer von Meerut entfernt und befindet sich innerhalb der National Capital Region (NCR).